# Magatzem Emili Matalonga
|  | Vegeu també Casa i magatzem Emili Matalonga. |

El magatzem Emili Matalonga és un edifici del centre de Terrassa (Vallès Occidental), situat al carrer de Sant Pau, protegit com a bé cultural d'interès local.

## Descripció

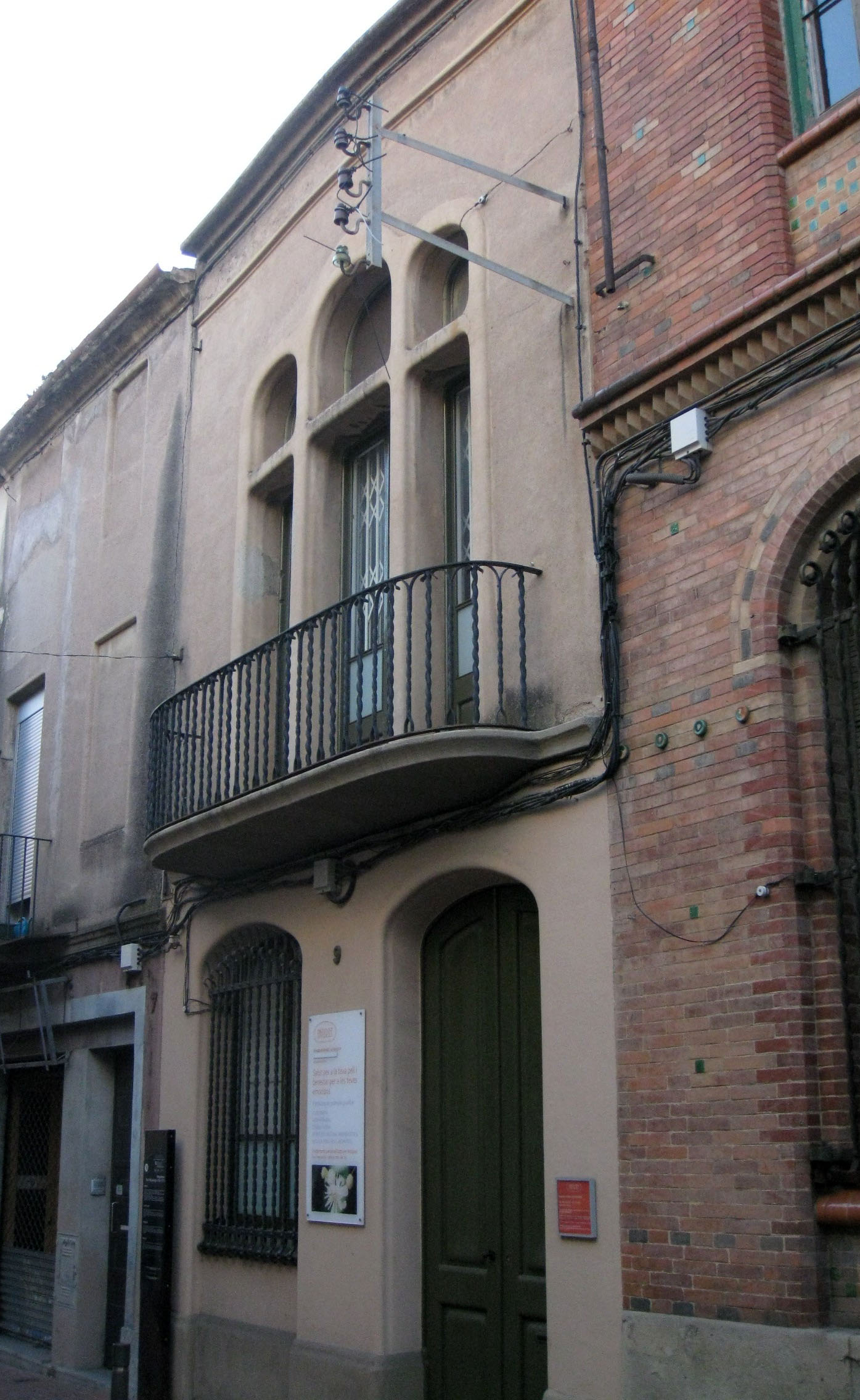
Vista del magatzem

Es tracta d'un edifici industrial de petites dimensions, entre mitgeres, de planta baixa i pis. Presenta una composició molt senzilla, amb parets llises, arrebossades i sense cap tipus d'ornamentació superposada, però que conserva el segell diferenciador de l'arquitectura d'autor de Muncunill. La planta baixa té dues obertures formant arc rebaixat, i la superior un balcó central amb triple obertura amb llindes i un sobrearc cadascuna. La barana és de ferro i perfil corb. Remata l'edifici una motllura finíssima i una cornisa lleugerament corbada a la part central.

## Història
L'edifici va ser un magatzem tèxtil fins a l'any 1974, en què va s'hi instal·lar l'Institut del Teatre fins als anys vuitanta. El va fer construir Emili Matalonga i Aymerich, que uns anys més tard havia fet construir la seva residència i un altre magatzem al solar del costat uns anys abans, obra del mateix arquitecte Lluís Muncunill.